# Lyxose
Le lyxose est un aldopentose (un pentose du type aldose), un ose avec 5 atomes de carbone incluant un groupement aldéhyde.
Le lyxose est un sucre rare, il n'a été trouvé que dans des bactéries de la famille des Mycobacterium.
Dans l'eau, la forme isomère prédominante est l'Alpha-D-Lyxopyranose (71 %).
| Conformère du D-Lyxose | Conformère du D-Lyxose | Conformère du D-Lyxose |
| Forme linéaire         | Projection de Haworth  | Projection de Haworth  |
| ---------------------- | ---------------------- | ---------------------- |
|                        | α-D-Lyxofuranose < 1 % | β-D-Lyxofuranose < 1 % |
| α-D-Lyxopyranose 71 %  | β-D-Lyxopyranose 29 %  |                        |